# Damon medius
Espèce
Synonymes
- Phalangium medium Herbst, 1797
- Phrynus bassamensis Lucas, 1858
- Phrynus kochii Butler, 1873
- Phrynus granulosus Bulter, 1873
- Phrynus savatieri Rochebrune, 1883

Damon medius est une espèce d'amblypyges de la famille des Phrynichidae.

## Distribution
Cette espèce se rencontre au Sénégal, au Mali, en Guinée, en Sierra Leone, au Liberia, en Côte d'Ivoire, au Ghana, au Togo, au Bénin, au Nigeria, au Cameroun et à Sao Tomé-et-Principe.

## Description

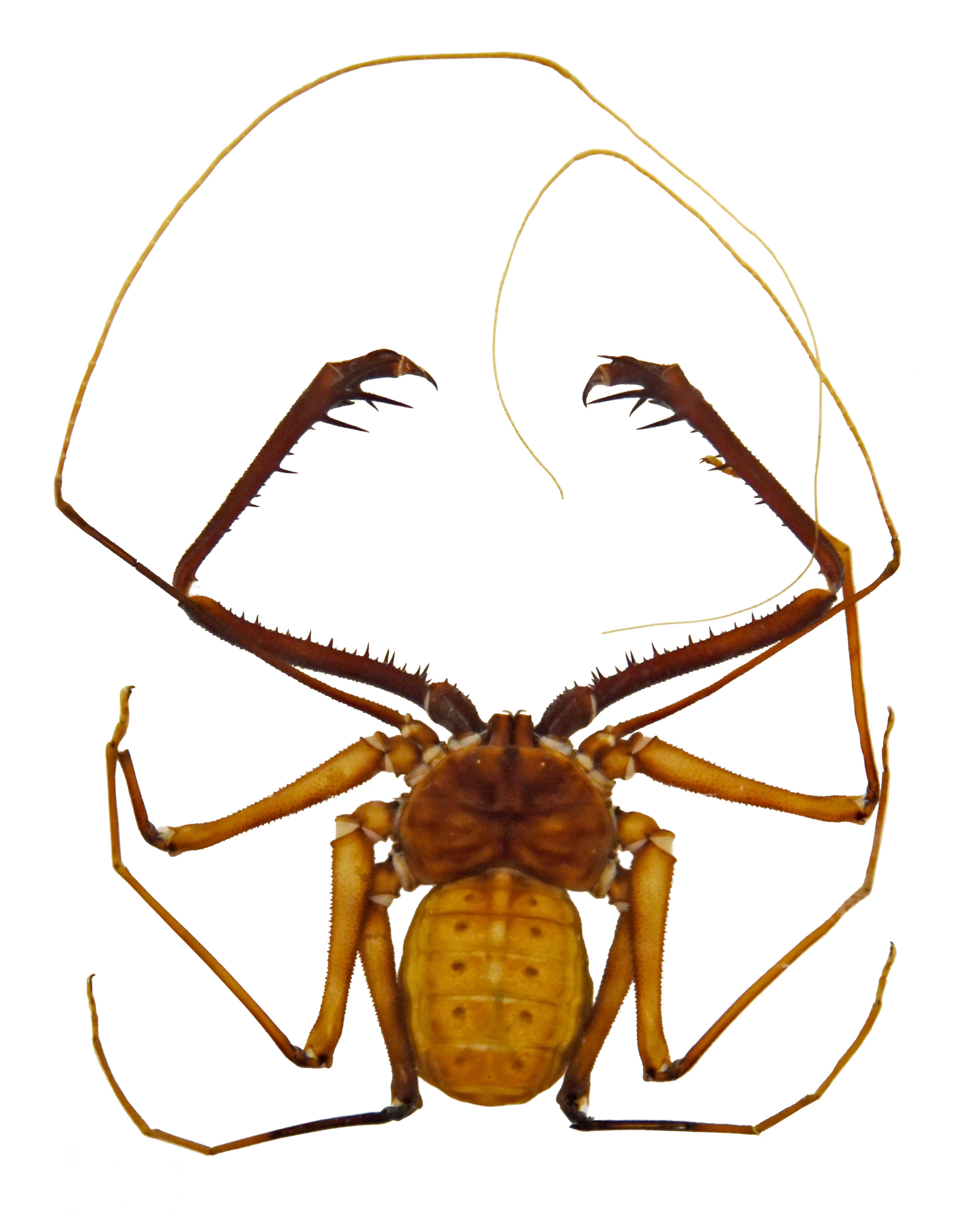
Damon medius

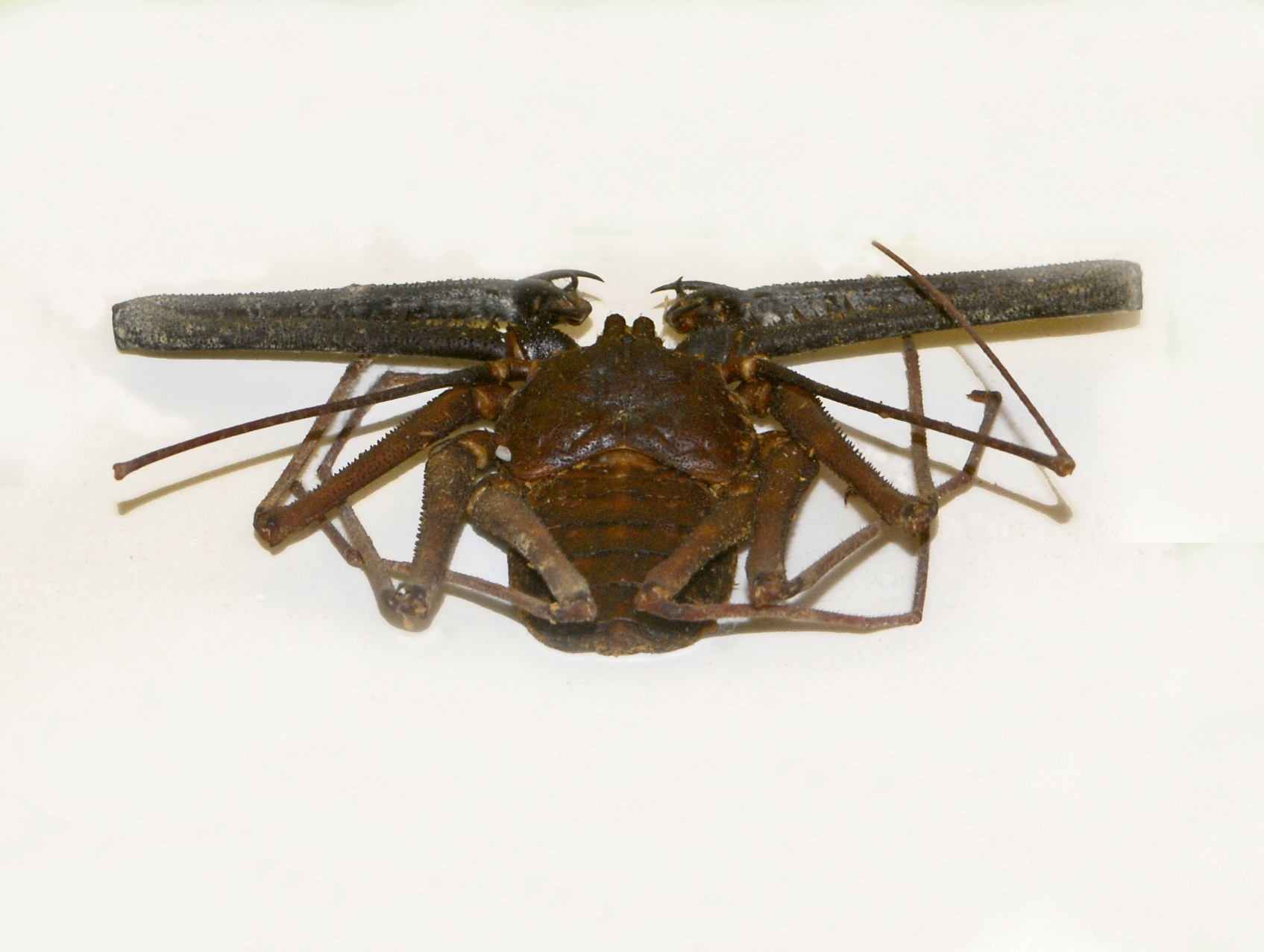
Damon medius

Damon medius mesure de 3 à 4 cm de corps. Il est constitué, tout comme les autres arachnides, de deux parties principales, un abdomen et un céphalothorax sur lequel sont fixées les pattes et les pédipalpes. On y retrouve trois paires de pattes ambulatoires et une paire de pattes dites antenniformes ou tactiles, qui permet à l'amblypyge de mieux se situer dans l'espace ou d'attirer une proie en la chatouillant pour l'amener droit vers les pédipalpes et ainsi faciliter sa capture.
Leur morphologie très aplatie leur permet de se glisser dans de petite fissures ou en tous cas dans des recoins inaccessible pour la majeure partie des animaux.
C'est un animal strictement arboricole se déplaçant latéralement, de la même façon que le ferait un crabe.
Cette espèce se nourrit d'insectes adaptés à sa taille.
Non venimeux, cet aspect effrayant et des pattes fragiles incitent à éviter les manipulations. Vif, c'est un animal intéressant et apparemment facile à reproduire en captivité.

## Publication originale
- Lichtenstein & Herbst, 1797 : Naturgeschichte der Insekten-Gattungen. Solpuga und Phalangium.